# انتخابات در روسیه
مردم روسیه در سطح فدرال، رئیس‌جمهور را به عنوان رئیس کشور و اعضای مجلس قانون‌گذاری را انتخاب می‌کنند. این مجلس یکی از دو مجلس فدرال به‌شمار می‌رود. رئیس‌جمهور را می‌توان در نهایت به مدت دو دورهٔ شش ساله انتخاب کرد. این مدت از ۲۰۰۸ به این سو از چهار سال به شش سال افزایش یافت. مجلس فدرال دارای دو مجلس است: مجلس دوما که ۴۵۰ عضو دارد و هر کدام به مدت پنج سال به صورت نمایندگی تناسبی انتخاب می‌شوند و شورای فدراسیون روسیه که مستقیماً توسط مردم انتخاب نمی‌شوند بلکه هر کدام از ۸۵ واحد فدرال این کشور ۲ نماینده به این شورا می‌فرستند تا در نهایت ۱۷۰ عضو در آن وجود داشته باشد.
از سال ۱۹۹۰ شش انتخابات برای ریاست جمهوری و هفت انتخابات برای پارلمان برگزار شده‌است.
در روسیه تنها یک بار و آن هم در ششمین دور انتخابات ریاست‌جمهوری در سال ۱۹۹۶ این انتخابات به دور دوم کشیده شد. روسیه تا به حال سه رئیس‌جمهور داشته‌است؛ بوریس یلتسین در انتخابات ۱۹۹۱ و ۱۹۹۶، ولادیمیر پوتین در ۲۰۰۰، ۲۰۰۴، ۲۰۱۲ و ۲۰۱۸ (یلتسین از ۱۹۹۹ قدرت را به پوتین واگذار کرده بود) و دمیتری مدودف در ۲۰۰۸. نامزد کمونیست‌ها (از حزب کمونیست اتحاد شوروی یا حزب کمونیست فدراسیون روسیه) در هر انتخابات نفر دوم شده‌است: نیکولای ریژکوف در ۱۹۹۱، گِنادی زوگانوف در ۱۹۹۶، ۲۰۰۰، ۲۰۰۸ و ۲۰۱۲ و نیکولای خاریتونوف در ۲۰۰۴. تنها در ۱۹۹۶ سومین نامزد انتخابات به نام الکساندر لبد توانست بیش از ۱۰٪ آرا را در دور نخست به نام خود کند.
در انتخابات‌های پارلمان در سال‌های ۱۹۹۵ و ۱۹۹۹ حزب کمونیست به ترتیب با کسب ۳۵٪ و ۲۴٪ بزرگترین حزب پارلمان به‌شمار می‌رفت. حزب لیبرال دموکرات روسیه بین ۵٪ تا ۱۵٪ از آرا را نصیب خود کرده و حزب یابلوکو ۱۰٪ از آرا را در ۱۹۹۵ و حدود ۵٪ را در سه انتخابات دیگر برده‌است. تنها احزابی که توانسته‌اند بیش از ۱۰٪ از کل آرا را ببرند عبارتند از حزب انتخاب دموکراتیک روسیه ۱۶٪ در ۱۹۹۳، حزب خانه ما روسیه ۱۲٪ در ۱۹۹۵، حزب اتحاد ۲۳٪، حزب سرزمین پدری تمام روسیه ۱۳٪ و فراکسیون نمایندگان مردم با ۱۵٪ همگی در ۱۹۹۹. حزب روسیه واحد که با حزب سرزمین پدری تمام روسیه ائتلاف دارد در ۲۰۰۳ با ۳۸٪ آرا، بزرگترین حزب این کشور شد.